# Стрептококус мутанс
Стрептококус мутанс (Streptococcus mutans) са Грам-положителни бактерии. Биват факултативни анаероби и се срещат в устната кухина на човек. Доказан участник в етиологията на кариеса.
Streptococcus mutans е открит от Кларк през 1924 г.